# متلازمة الجرعات الضخمة من فيتامين ب6
متلازمة الجرعات الضخمة من فيتامين بي6 هي مجموعة من الأعراض التي يمكن أن تنشأ عن تناول المكملات على المدى الطويل، أو الجرعة الزائدة الحادة، من فيتامين بي6. تُعرف أيضًا باسم متلازمة فرط فيتامين بي6، التسمم بفيتامين بي6 أو فائض فيتامين بي6، متلازمة الجرعات الضخمة من فيتامين بي6 هي اسم المستخدم في المراجعة العاشرة للتصنيف الدولي للأمراض.

## التصنيف
تتسم متلازمة الجرعات الضخمة من فيتامين ب6 بشكل أساسي بتدهور العقدة الشوكية وجسم الخلية، وعلى الرغم من أنها تؤثر أيضًا على الكتلة العصبية ثلاثية القوائم، تُصنف بكونها اعتلالًا حسيًا للعقد بسبب اشتراك هذه العقد. وفي الطب التشخيصي الكهربائي، تتميز بوجود تشوهات غير معتمدة على طول جهد الفعل الحسي الذي يحدث عالميًا بدلًا من التناقص بشكل أقصى للسعات المحتملة لحركة العصب الحسي. تعَد متلازمة الجرعة المفرطة من فيتامين ب6 اعتلالًا عصبيًا ليفيًا يتسم بفقدان حسي في موقع المفصل واهتزاز وترنح. على الرغم من أنها تحمل خواص اعتلال عصبي ليفي صغير في حالات حادة حيث يكون فيها ضعف من الألم والحرارة ووظائف ذاتية.

## العوارض والأعراض
يوصَف العارض الرئيس بأنه اعتلال عصبي حسي محيطي، يُشعر به وكأنه خدر أو شعور بالتنميل والحرقة (الخدران) في أطراف المريض على كل جانبي الجسم. قد يشعر المريض بعدم الثبات في المشي، وعدم الاتساق (الترنح)، وحركات عضلية غير إرادية (كنع رقصي)، وإحساس بوجود صعقة كهربائية في الجسم (علامة ليرميت)، وحساسية مرتفعة لمنبهات الحواس بما يشمل التحسس الضوئي (فرط الإحساس)، وتراجع الإحساس الجلدي (نقص الحس)، والخدر حول الفم (خدر في المنطقة المحيطة للفم)، وأعراض في الجهاز الهضمي مثل الغثيان والحرقة. تنخفض القدرة على الإحساس بالاهتزاز والإحساس بالموضع لدرجة أكبر من الألم والحرارة. سُجلت أيضًا حالات التهاب الجلد. قد تساهم متلازمة الجرعة المفرطة من فيتامين ب6 بمتلازمة الفم الحارق. تتراوح الأعراض النفسية المحتملة من القلق والاكتئاب والانفعال والقصور الإدراكي إلى الذهان. يبدو أن شدة العوارض مرتبطة بالجرعة (فالجرعات الأعلى تسبب عوارض أكثر إزعاجًا) ويبدو أن مدة تناول المتمم الغذائي من فيتامين ب6 قبل ظهور الأنظمة تتناسب عكسًا مع الكمية المأخوذة يوميًا ( فكلما كانت الجرعة اليومية أصغر، استغرقت الأعراض وقتًا أطول للظهور).